# ان‌جی‌سی ۴۱۲۵
ان‌جی‌سی ۴۱۲۵ (انگلیسی: NGC 4125) نام یک کهکشان در صورت فلکی اژدها است.